# Plateros capitatus
Plateros capitatus är en skalbaggsart som beskrevs av Green 1953. Plateros capitatus ingår i släktet Plateros och familjen rödvingebaggar. Inga underarter finns listade i Catalogue of Life.